# Moropsyche avikritanga
Moropsyche avikritanga är en nattsländeart som beskrevs av Schmid 1968. Moropsyche avikritanga ingår i släktet Moropsyche och familjen Apataniidae. Inga underarter finns listade i Catalogue of Life.